# Шкемби, Бледи
Бледи Шкемби (алб. Bledi Shkëmbi; род. 13 августа 1979[…], Корча) — албанский футболист, полузащитник. Тренер.

## Биография

### Клубная карьера
Начал выступления в клубе «Скендербеу». Позже играл в клубах «Теута», «Этникос Астерас», «Риека», «Камен Инград», «Металлург» (Запорожье), «Кривбасс», «Партизани», «Беса».

### Карьера в сборной
В сборной Албании играл с 2002 по 2006 год. Всего провёл 14 матчей в сборной.

## Достижения
- Чемпион Албании (4): 2010/11, 2011/12, 2012/13, 2013/14
- Обладатель Кубка Албании (1): 2009/10
- Обладатель Суперкубка Албании (2): 2014, 2015